# Grup Cultural de la Joventut Catalana
Grup Cultural de Joventut Catalana (GCJC) és una associació cultural creada l'any 1967 a la Catalunya del Nord a la iniciativa de Pau Roure, secretari del Grup Rossellonès d'Estudis Catalans. Els principals fundadors foren: Andreu Balent, Lluís Creixells, Narcís Duran, Joan-Pere Pujol (secretari). La seva finalitat és la difusió de la llengua catalana, facilitant-ne la lectura i ensenyar-ne l'escriptura a la Catalunya del Nord. Iniciaren, amb el GREC, les primeres sessions de la Universitat Catalana d'Estiu a Prada. Com a conseqüència de la radicalització política del maig francès del 1968, sorgí el Comitat Rossellonès d'Estudis i d'Animació a la iniciativa de Miquel Mayol. A través de crisis i transicions, el GCJC promogué la creació d'empreses culturals, especialment en la dècada dels setanta, com el Grup d'Animació Cultural Guillem de Cabestany, el Grup Pirinenc Rossellonès, l'organització de les Sis Hores de Cançó (des del 1976) i la implantació de la Diada del Llibre per Sant Jordi des de 1976. També han creat una llibreria catalana itinerant per la Catalunya del Nord.
Membres seus han estat força actius en col·lectius culturals com la Bressola, Arrels i el partit Unió per una Regió Catalana.